# (18449) Rikwouters
(18449) Rikwouters est un astéroïde de la ceinture principale.

## Description
(18449) Rikwouters est un astéroïde de la ceinture principale. Il fut découvert le 12 août 1994 à La Silla par Eric Walter Elst. Il présente une orbite caractérisée par un demi-grand axe de 3,11 UA, une excentricité de 0,18 et une inclinaison de 1,9° par rapport à l'écliptique.

## Compléments